# Castellers de Berga
Els Castellers de Berga són una colla castellera de Berga fundada el 2012. El 15 de juliol del 2017 van aconseguir el 4 de 8, el seu màxim castell fins al moment. Vesteixen camisa de color blau fosc. El seu local d'assaig és l'antic Cinema Catalunya, al Carrer Major de Berga.

## Història
El projecte de creació d'una colla castellera a Berga es va iniciar a finals del 2011 per un grup d'amics amants dels castells. A principis del 2012 van començar a assajar al gimnàs de l'escola de Santa Eulàlia de Berga. El 16 d'abril la junta de la Coordinadora de Colles Castelleres de Catalunya (CCCC) va aprovar-ne l'ingrés a l'entitat, juntament amb dues colles més: la Colla Castellera Xiquets d'Alcover (2012) i la colla castellera universitària Arreplegats de la Zona Universitària (1996). Amb l'entrada d'aquestes tres colles a la coordinadora, el total de colles membres de la CCCC va pujar a 65, una quantitat a la que mai s'havia arribat anteriorment.
La primera actuació (amb camisa blanca) de la colla va ser l'1 de maig de 2012 per la Fira de Maig de Berga. El 7 de juliol del 2012 es va fer el bateig dels Castellers de Berga, la seva primera actuació amb camisa. El bateig va comptar amb la participació dels Castellers de Solsona i els Castellers de Sabadell, els quals van apadrinar la colla local. En la diada els de Berga van fer-hi el primer pilar de 4 caminant, un 3d6 i un 4d6, el primer 4 de 6 amb l'agulla i 4 pilars de 4. El 26 d'agost de 2012 Castellers de Berga va estrenar el 5d6 a Vilafranca. El 29 de setembre de 2012 van fer el seu primer 7d6 a Berga. El 28 d'octubre, a la vigília de la XIX Diada dels Saballuts, Castellers de Berga van descarregar dos castells nous; el 2d6 i el p5.
El 18 de maig de 2013 van aconseguir el primer castell de set pisos descarregant el 4d7 a Puig-reig, i el 20 de juliol van descarregar el seu primer 3d7 a la diada del seu 1r aniversari. El 5 d'octubre van assolir el 4d7a a la plaça de Viladomat (Berga) a la Diada de la Festa del Bolet.
El 15 de juny del 2014, a la Diada dels 4 fuets, els Castellers de Berga van descarregar el seu primer 7d7. El dia 19 de juliol, a la diada del seu 2n aniversari, van aconseguir fer el seu primer 5d7. L'1 de novembre, a la XII diada dels Salats de Súria, Castellers de Berga va descarregar el 3d7a.
La temporada 2015, van recuperar els castells de 7 de gamma alta (el 4d7a, 5d7 i 7d7) i van començar a provar proves del 4d8. El 25 d'octubre van celebrar les 100 aletes de castells de 7 (Objectiu: #100d7). El castell que les va coronar va ser un 4d7 amb agulla molt ferm.
Des de l'inici de la temporada 2016, Castellers de Berga s'havia marcat l'objectiu de la torre de set, un castell que havia quedat pendent des de la temporada passada. El 4 de juny a la plaça de l'Església de Sant Quintí, acompanyats pels Castellers de Vilafranca, els berguedans van carregar el 2d7. Per primera vegada, la colla va ser convidada al Concurs de Castells de Tarragona el dissabte a la Tarraco Arena Plaça. En aquest marc, la colla va aconseguir coronar el 4d8(c), el seu primer castell de vuit pisos. Poques setmanes després, a Guardiola de Berguedà, van aconseguir descarregar el 2d7 a plaça.
Després d'haver pogut carregar el 4d8 l'any anterior, el 15 de juliol de 2017 la colla el va descarregar per primera vegada a la plaça de Sant Pere de Berga. L'any següent el van repetir al XXVII Concurs de Castells de Tarragona, però el tercer 4 de 8 es faria esperar. L'any 2023, després de la pandèmia de la COVID-19, el van tornar a descarregar a la IIIa Diada Xavi Batriu Sibila.

## Diades i activitats
Tradicionalment, la temporada dels Castellers de Berga comença al febrer i acaba al novembre. Celebren actuacions durant tota la temporada, però algunes de les més importants que celebren a casa són: 
- Diada de l'1 de Maig: Se celebra durant la Fira de Maig. És una data important, ja que sempre és la primera actuació que fa a casa la colla berguedana. Cal destacar que va ser la primera actuació que va fer la colla abans de ser batejats.
- Diada dels 4 fuets: És una de les diades més importants de la colla local. Va ser creada amb la finalitat d'acostar la tradició castellera a la comarca. Des del seu inici s'ha proposat portar colles grans a la diada per poder donar nom a la colla local. L'actuació està inclosa dins dels actes de La Patum, i se celebra el mateix diumenge que els 4 fuets, just tres dies abans que comenci la festa de La Patum.
- Diada de l'Aniversari: (principis de juliol)
- Diada de Xavi Batriu Sibila: després de dos anys sense actuar per culpa de la COVID-19, el 2021 la junta va crear una nova diada per reactivar la colla i honorar un company que va morir en un accident l'any anterior.[20] Té lloc al novembre a la plaça de Sant Pere i sol tancar la temporada.[21]

## Primers castells
A taula de continuació mostra la data, la diada i la plaça en què per primera vegada s'han descarregat cadascuna de les construccions que la colla ha assolit a plaça, ordenades cronològicament.
| Construcció         | Data                   | Diada                                  | Plaça                                       |
| ------------------- | ---------------------- | -------------------------------------- | ------------------------------------------- |
| Pilar de 4 caminant | 7 de juliol de 2012    | Bateig                                 | Plaça Sant Pere, Berga                      |
| 4d6a                | 7 de juliol de 2012    | Bateig                                 | Plaça Sant Pere, Berga                      |
| 5d6                 | 26 d'agost de 2012     |                                        | Plaça de Jaume I, Vilafranca del Penedès    |
| 7d6                 | 29 de setembre de 2012 |                                        | Berga (Pavelló Nou, per pluja)              |
| 2d6                 | 28 d'octubre de 2012   | Vigília de la XIX Diada dels Saballuts | Passeig de la Plaça Major, Sabadell         |
| p5                  | 28 d'octubre de 2012   | Vigília de la XIX Diada dels Saballuts | Passeig de la Plaça Major, Sabadell         |
| 4d7                 | 18 de maig de 2013     |                                        | Plaça de la Creu, Puig-Reig                 |
| 3d7                 | 20 de juliol de 2013   | Diada del primer aniversari            | Plaça de Sant Joan, Berga                   |
| 4d7a                | 5 d'octubre de 2013    | Diada de la Festa del Bolet de Berga   | Plaça Viladomat, Berga                      |
| 7d7                 | 15 de juny de 2014     | Diada dels 4 fuets                     | Plaça Sant Pere, Berga                      |
| 5d7                 | 19 de juliol de 2014   | Diada del segon aniversari             | Plaça Sant Pere, Berga                      |
| 3d7a                | 1 de novembre de 2014  | VII Diada dels Salats de Súria         | Plaça del Poble Vell, Súria                 |
| 2d7 (c)             | 4 de juny de 2016      | Campus Joan Amades                     | Plaça de l'Església, Sant Quintí de Mediona |
| 2d7                 | 16 d'octubre de 2016   | Festa del Bolet de Guardiola           | Plaça de l'Església, Guardiola de Berguedà  |
| 4d8 (c)             | 1 d'octubre de 2016    | Concurs de Castells de Tarragona       | Tarraco Arena Plaça                         |
| 4d8                 | 15 de Juliol de 2017   | Diada del cinquè aniversari            | Plaça Sant Pere, Berga                      |

## Temporades
Actualitzat a 31 de desembre de 2024
La taula següent mostra el nombre de castells descarregats (D) i carregats (C), excloent-ne intents i intents desmuntats, i d'actuacions fetes a cada temporada pels Castellers de Berga des de la fundació de la colla, l'any 2012, fins a l'actualitat. Els castells apareixen ordenats segons el nivell de dificultat estipulat en la taula de puntuacions del Concurs de castells de Tarragona.
| Castell    | Pd4 | Pd4 | Pd4cam | Pd4cam | Pd4ps | Pd4ps | 4d6 | 4d6 | 3d6 | 3d6 | 3d6a | 3d6a | 3d6xs | 3d6xs | 4d6a | 4d6a | 5d6 | 5d6 | 7d6 | 7d6 | 2d6 | 2d6 | Pd5 | Pd5 | 4d7 | 4d7 | 3d7 | 3d7 | 3d7a | 3d7a | 4d7a | 4d7a | 5d7 | 5d7 | 7d7 | 7d7 | 2d7 | 2d7 | 4d8 | 4d8 | Castells assolits | Actuacions |
| Temporades | D   | C   | D      | C      | D     | C     | D   | C   | D   | C   | D    | C    | D     | C     | D    | C    | D   | C   | D   | C   | D   | C   | D   | C   | D   | C   | D   | C   | D    | C    | D    | C    | D   | C   | D   | C   | D   | C   | D   | C   | Castells assolits | Actuacions |
| ---------- | --- | --- | ------ | ------ | ----- | ----- | --- | --- | --- | --- | ---- | ---- | ----- | ----- | ---- | ---- | --- | --- | --- | --- | --- | --- | --- | --- | --- | --- | --- | --- | ---- | ---- | ---- | ---- | --- | --- | --- | --- | --- | --- | --- | --- | ----------------- | ---------- |
| 2012       | 62  | 1   | 1      |        | 1     |       | 7   | 1   | 8   |     | 3    |      |       |       | 6    |      | 5   |     | 2   |     | 2   | 1   | 2   | 1   |     |     |     |     |      |      |      |      |     |     |     |     |     |     |     |     | 103               | 20         |
| 2013       | 81  |     | 3      |        |       |       | 8   |     | 11  |     | 2    |      | 2     |       | 7    |      | 7   |     | 1   |     | 9   |     | 5   |     | 14  | 1   | 8   |     |      |      | 2    |      |     |     |     |     |     |     |     |     | 161               | 29         |
| 2014       | 68  |     | 2      |        |       |       | 3   |     | 2   |     | 4    |      |       |       | 5    |      | 6   |     | 1   |     | 1   |     | 10  |     | 13  | 1   | 9   | 1   | 1    |      | 6    |      | 4   |     | 3   |     |     |     |     |     | 140               | 27         |
| 2015       | 70  |     | 2      |        |       |       | 5   |     | 2   |     | 8    |      |       |       | 9    |      | 1   |     |     |     | 2   |     | 13  |     | 12  |     | 13  |     | 5    |      | 5    |      | 5   | 1   | 1   |     |     |     |     |     | 154               | 25         |
| 2016       | 78  |     | 2      |        |       |       | 4   |     | 3   |     | 4    |      |       |       | 3    |      | 5   |     |     |     | 2   |     | 16  |     | 12  |     | 8   |     | 3    | 1    | 7    |      | 10  |     | 3   |     | 3   | 2   |     | 1   | 167               | 29         |
| 2017       | 69  |     | 2      |        |       |       | 7   |     | 4   |     | 4    |      |       |       | 1    |      | 6   |     |     |     | 6   |     | 16  |     | 10  |     | 13  | 1   | 2    |      | 3    |      | 5   |     | 1   |     | 1   | 1   | 1   |     | 153               | 25         |
| 2018       | 43  |     | 1      |        |       |       | 5   |     | 2   |     | 3    |      |       |       | 4    |      |     |     |     |     | 1   |     | 7   |     | 6   |     | 7   |     | 2    |      | 2    |      | 5   |     | 3   |     | 5   |     | 1   |     | 97                | 16         |
| 2019       | 41  |     | 2      |        | 1     |       | 7   |     | 3   |     | 2    |      | 3     |       | 7    |      | 1   |     |     |     |     |     | 7   |     | 6   |     | 12  |     | 4    |      | 2    |      | 2   |     |     |     |     | 1   |     |     | 101               | 19         |
| 2020       |     |     |        |        |       |       |     |     |     |     |      |      |       |       |      |      |     |     |     |     |     |     |     |     |     |     |     |     |      |      |      |      |     |     |     |     |     |     |     |     | 0                 | 0          |
| 2021       | 4   |     |        |        |       |       |     |     |     |     |      |      |       |       |      |      | 1   |     |     |     |     |     |     |     | 1   |     | 1   |     |      |      |      |      |     |     |     |     |     |     |     |     | 7                 | 2          |
| 2022       | 38  |     | 2      |        |       |       | 4   |     | 1   |     | 3    |      |       |       | 5    |      | 1   |     |     |     | 1   |     | 1   |     | 6   |     | 6   |     | 1    |      | 4    |      | 5   |     | 1   |     |     | 1   |     |     | 80                | 14         |
| 2023       | 57  |     | 3      | 1      |       |       | 7   |     | 2   |     | 3    |      |       |       | 9    |      | 2   |     |     |     |     |     | 17  |     | 7   |     | 11  |     | 3    |      | 5    |      | 4   |     | 3   |     |     |     | 1   |     | 135               | 21         |
| 2024       | 52  |     | 2      |        |       |       | 6   |     | 1   |     | 4    |      |       |       | 3    |      | 1   |     |     |     | 1   |     | 17  |     | 3   |     | 8   |     | 3    |      | 4    |      | 7   |     | 4   |     |     |     | 2   | 1   | 119               | 16         |
| Total      | 663 | 1   | 22     | 1      | 2     |       | 63  | 1   | 39  |     | 40   |      | 5     |       | 59   |      | 36  |     | 4   |     | 25  | 1   | 111 | 1   | 90  | 2   | 96  | 2   | 24   | 1    | 40   |      | 47  | 1   | 19  |     | 9   | 5   | 5   | 2   | 1417              | 243        |

Les dades poden variar lleugerament.

## Concurs de Castells
Des de la fundació de la colla, l'any 2012, els Castellers de Berga han participat a 6 concursos de castells. La primera vegada en què hi prengueren part va ser al IX Concurs7 de 2013. Van quedar sisens.
El 2014 van tornar a Torredembarra, ja com a jornada integrada en el XXV Concurs de castells de Tarragona. Malgrat no haver-lo pogut acabar a causa de la pluja, van quedar segons de Torredembarra i trenta-unens de la classificació global.
El 2016 van participar al XXVI Concurs de castells de Tarragona, per primera vegada a la jornada tarragonina de dissabte, quedant en la 30a posició.
El 2018 van participar per segon cop en el Concurs de Castells de Tarragona, en la XXVII edició, quedant en la 22a posició.
El 2022 van guanyar la jornada de Torredembarra del XXVIII Concurs de Castells, quedant empatats amb els Nois de la Torre. La classificació global del concurs va ser la 24a posició.
El 2024 van tornar a participar en la jornada tarragonina de dissable, quedant en la 25a. posició del XXIX Concurs de castells.

## Organització

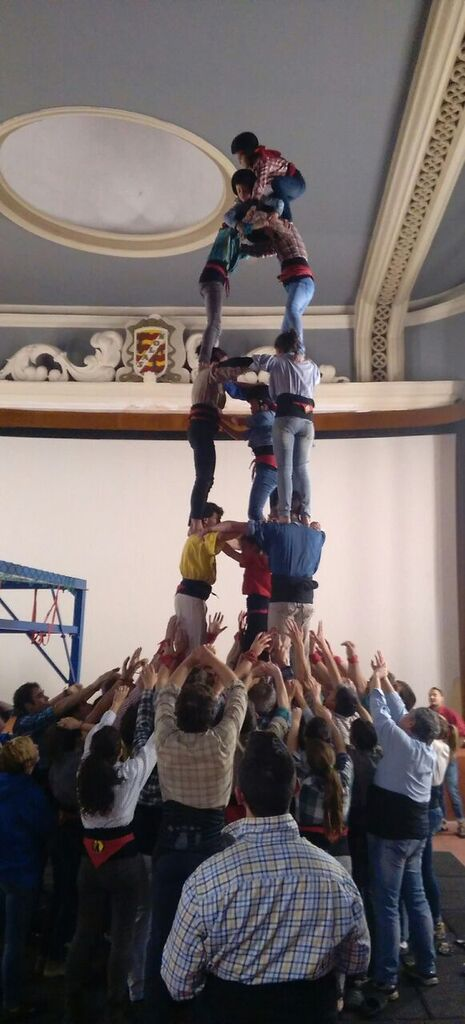
Els Castellers de Berga assagen al Cinema Catalunya.

La colla consta d'una junta tècnica i una junta directiva, els representants de les quals són el cap de colla i el president respectivament. La junta tècnica actual té com a caps de colla Alba Cruanyes i Marc Rovira, a més dels diversos equips de treball: l'equip de tècnica, l'equip de canalla, l'equip de tronc... La junta directiva actual té com a president Bernat Girabal.

### Caps de Colla
La Colla ha tingut sis caps de colla:
- Ramon Prat (2012 - 2014)
- Guillem Gonfaus (2014 - 2015)
- Joan Farguell "Txuki" (2016 - 2017)
- Xisco Bonet (2018 - 2019)
- Ramon Prat (2019 - 2021)
- Alba Cruanyes i Marc Rovira (2021 - actualitat)

### Presidents
- Xavi Torrabadella (2012 - 2015)
- Núria Rigola (2016 - 2017)
- Ignasi Ballús (2018 - 2023)
- Bernat Girabal (2023 - actualitat)

## Local
Els Castellers de Berga van començar la seva història al gimnàs de l'Institut Guillem de Berguedà el gener de 2012.
De seguida, però, va quedar petit i van començar els assajos al gimnàs de l'Escola Santa Eulàlia de Berga. S'hi van estar del febrer de 2012 a l'1 de maig de 2013.
A partir del maig de 2013 van tenir el local d'assaig al Teatre de Cal Rosal. L'espai complia les condicions que necessita una colla castellera per assajar, però es troba a 3 o 4 km del centre de Berga, i això va suposar un fre per a la progressió de la colla.
El 2015 es van mudar a Cal Cuberas (Berga), a la ronda Moreta, 12, edifici protegit com a bé cultural d'interès local. Malgrat tot, l'alçada del sostre dificultava poder assajar castells de 8.
Els primers mesos del 2016 van decidir adaptar l'espai i instal·lar-se a l'antic Cinema Catalunya, al carrer Major de Berga. El passat 30 d'abril van fer la festa d'inauguració oficial de l'espai. Van fer parlaments Albert Cols (historiador), Mònica Garcia (Ajuntament de Berga), David Font (Consell Comarcal del Berguedà), Margarita Puigbo (Berga Comercial) i van cloure la presidenta Núria Rigola i el cap de colla dels Castellers de Berga Joan Farguell. Un pilar de 4 dins del cine va donar l'espai per inaugurat.

## Altres esdeveniments

### 2014

#### Reportatge European Journal
El 25 de novembre de 2014 es va emetre a Alemanya un reportatge barrejant el castells i la independència. El reportatge que forma part del magazine, European Journal, s'inicia amb una diada castellera a la plaça de Sant Pere de Berga, i es diu que els castells han esdevingut un símbol per l'independentisme català. Es segueix als castellers de Berga a una actuació, a la Diada del Pi de les Tres Branques. Podeu veure el documental al següent enllaç.

#### Participació en l'Identi'CAT
El cap de setmana del 31 de maig i l'1 de juny de 2014, els Castellers de Berga es desplaçaren a la Catalunya Nord. Dissabte 31 van arribar a Bao (Rosselló) on van actuar a l'Identi'CAT amb Castellers de Rubí i Castellers del Riberal. Després de l'actuació hi va haver sopar concert amb "El Diluvi" i correfoc amb els "Diables d'Alforja" i "Diables i Bruixes del Riberal". El concert de "Troba Kung Fu" va acabar tancant la l'Identi'CAT de dissabte

### 2015

#### #100d7
Des del primer castell de 7 (4d7) dels Castellers de Berga, el 18 de maig de 2012, la colla va anar assolint les altres construccions de 7 pisos. El 28 d'octubre de 2015, la colla celebrava les 100 aletes de 7 pisos (Objectiu: #100d7) fent una actuació a la ciutat. Van començar la diada amb dos pilars de 4. El primer castell de la tarda era el que havia de ser l'aleta número 100 a castells de 7 pisos. Va ser el 4 de 7 amb agulla, de la gamma alta dels 7 pisos igual que les dues construccions següents. Aquest #100d7 va ser molt celebrat. Van continuar l'actuació amb un 5d7 i un 3d7 amb agulla, acabant amb 2 pilars de 5 i pilars de 4 i 3. Al vespre hi va haver sopar i festa per celebrar la feina ben feta. Al desembre del 2015, els Castellers de Berga van presentar el llibre #100d7, on diferents castellers de la colla reconten les seves experiències amb cadascun dels cent castells de 7.

### 2016

#### Grècia
L'any 2016 els Castellers de Berga van anunciar que, a l'agost del mateix any, viatjarien a Grècia juntament amb els Castellers del Poble Sec. Convidats per l'Associació Cultural Aenianes, van actuar a Atenes i Ypati. Per guanyar diners per al viatge, els Castellers van organitzar una sèrie d'activitats com la fira d'artesania ("la Paradeta") al seu local d'assaig, o un taller de cuina grega ("Un tast de Grècia, a l'abril").

#### Concurs de Tarragona
Gràcies en gran part a haver pogut carregar la torre de set al juny a Sant Quintí de Mediona, la colla va ser convidada a participar per primera vegada al Concurs de Castells de Tarragona, on van completar el 7 de 7, el 5 de 7, i van coronar el seu primer castell de vuit pisos, el 4 de 8. Els de Berga van ser la colla més jove a participar en aquesta edició, i hi van acabar 30ens.

### 2017
L'any 2017 els Castellers de Berga van complir cinc anys com a colla castellera. El 5 de juliol, a la diada de l'aniversari de la colla a la Plaça Sant Pere, van descarregar el primer 4 de 8 de la seva història. A més a més, el 9 de setembre van alçar pilars a les "set meravelles del Berguedà", una sèrie d'indrets emblemàtics de la comarca escollits amb una enquesta a la revista Aquí Berguedà. Els llocs triats van ser el Pedraforca, el Santuari de Queralt, el Pont de Pedret, el Pi de les tres branques, les Fonts del Llobregat, els Jardins Artigas i l'Alzina dels Colls.
A finals d'agost, els Castellers de Berga van viatjar al País Basc, on van actuar a l'Aste Nagusia de Bilbao.

#### Bdeblau
A la primavera del 2017 va néixer el Bdeblau, "el primer programa casteller fet per canalla". Cada setmana, la canalla dels Castellers de Berga creaven un programa de televisió d'uns 3 minuts on repassaven l'última actuació i parlaven de temes del món casteller com els grallers, el vestit casteller o la seguretat a les actuacions. Aquests programes s'emetien a TVBerguedà, es penjaven a un canal propi de YouTube, i es veien cada divendres al local de la colla després de l'assaig. Pocs mesos després de la creació d'aquest programa innovador, va aparèixer en un reportatge al diari Ara i va sortir al Telenotícies Comarques a TV3. El 19 de desembre, els Castellers de Berga van guanyar el premi a colla més innovadora als Premis Ara Castells gràcies a aquest projecte de la canalla.

### 2018

#### Concurs de Tarragona
El 2018, els Castellers de Berga van participar per segon cop al Concurs de Castells de Tarragona. En la millor actuació de la història de la colla, van completar el 7 de 7, el 4 de 8 i el 2 de 7 i van acabar 22ens.

#### Viatge a Palma
El darrer cap de setmana d'octubre, els Castellers de Berga van tancar la temporada 2018 amb un viatge a Palma, on van actuar conjuntament amb els Castellers de Mallorca i els Al·lots de Llevant en una diada a la plaça de la Cort.

### 2019

#### Torneig Casteller de Futbol
El 23 i 24 de febrer del 2019, Berga va acollir la 18ª edició del Torneig Casteller de Futbol, amb l'assistència de 48 colles. Els Castellers de Berga van acabar el torneig en 5ª posició.

#### Padrins de la Colla Castellera de la Cerdanya
Per primer cop, els Castellers de Berga van fer de padrins d'una nova colla castellera, la de la Cerdanya. El bateig de la colla cerdana va tenir lloc a Alp el dissabte, 29 de juny.

#### 1000 aletes
El dissabte, 4 de maig, la colla berguedana va fer l'aleta número 1000. Van aconseguir aquesta fita a exactament el mateix lloc on van fer la primera aleta, enmig de la Fira de Maig de Berga.

### 2021

#### Diada Xavi Batriu
Després de dos anys sense activitat per culpa de la pandèmia de COVID-19, la junta dels Castellers de Berga va organitzar la primera Diada Xavi Batriu el 6 de novembre per assegurar la pervivència de la colla en un moment de gran dificultat per al món casteller.

### 2022
L'any 2022 els Castellers de Berga van celebrar el seu desè aniversari i van guanyar el Concur7 de Torredembarra, quedant empatats en primera posició amb els Nois de la Torre. També van guanyar els pressupostos participatius de l'ajuntament de Berga amb la proposta d'organitzar una diada castellera dels Països Catalans dins del context de l'Aplec del Pi de les Tres Branques. A més de la colla amfitriona, hi van participar els Castellers del Riberal en representació de la Catalunya Nord, els Xics de Granollers en representació del Principat de Catalunya, els Castellers de Mallorca en representació de les Illes Balears, i la Muixeranga de la Plana en representació del País Valencià.